# Roselin à ailes tachetées
Carpodacus rodopeplus
Espèce
Synonymes
- Fringilla rodopepla Vigors, 1831

Statut de conservation UICN

 LC  : Préoccupation mineure
Le Roselin à ailes tachetées (Carpodacus rodopeplus) est une espèce de passereau de la famille des Fringillidae.

## Distribution
Cet oiseau peuple deux poches isolées : la chaîne himalayenne (sous-espèce rodopepla) et l’ouest de la Chine (sous-espèce verreauxii).

## Sous-espèces
Cet oiseau est représenté par deux sous-espèces :
- C. r. rodopepla (Vigors, 1831) : nord de l’Inde (Cachemire, Himachal Pradesh, Uttarakhand), Népal, Sikkim ;
- C. r. verreauxii (David & Oustalet, 1877) : ouest de la Chine (centre-nord du Sichuan, nord du Yunnan), hiverne dans le nord du Myanmar. Le mâle se distingue seulement par une taille légèrement plus petite et le rose plus pâle.

## Habitat
Il se présente comme un ensemble de rhododendrons rabougris, de fourrés de bambous, de prairies alpines et de pentes herbeuses au-dessus de la limite des arbres, de sous-bois denses et de ravins humides.

## Alimentation
Elle est peu documentée et de façon très généraliste (jeunes pousses, feuilles, bourgeons, graines et fruits). Plus particulièrement, des baies d’une espèce appartenant au genre Polygonum, polygonacée, ont été recensées, photo à l’appui.

## Nidification

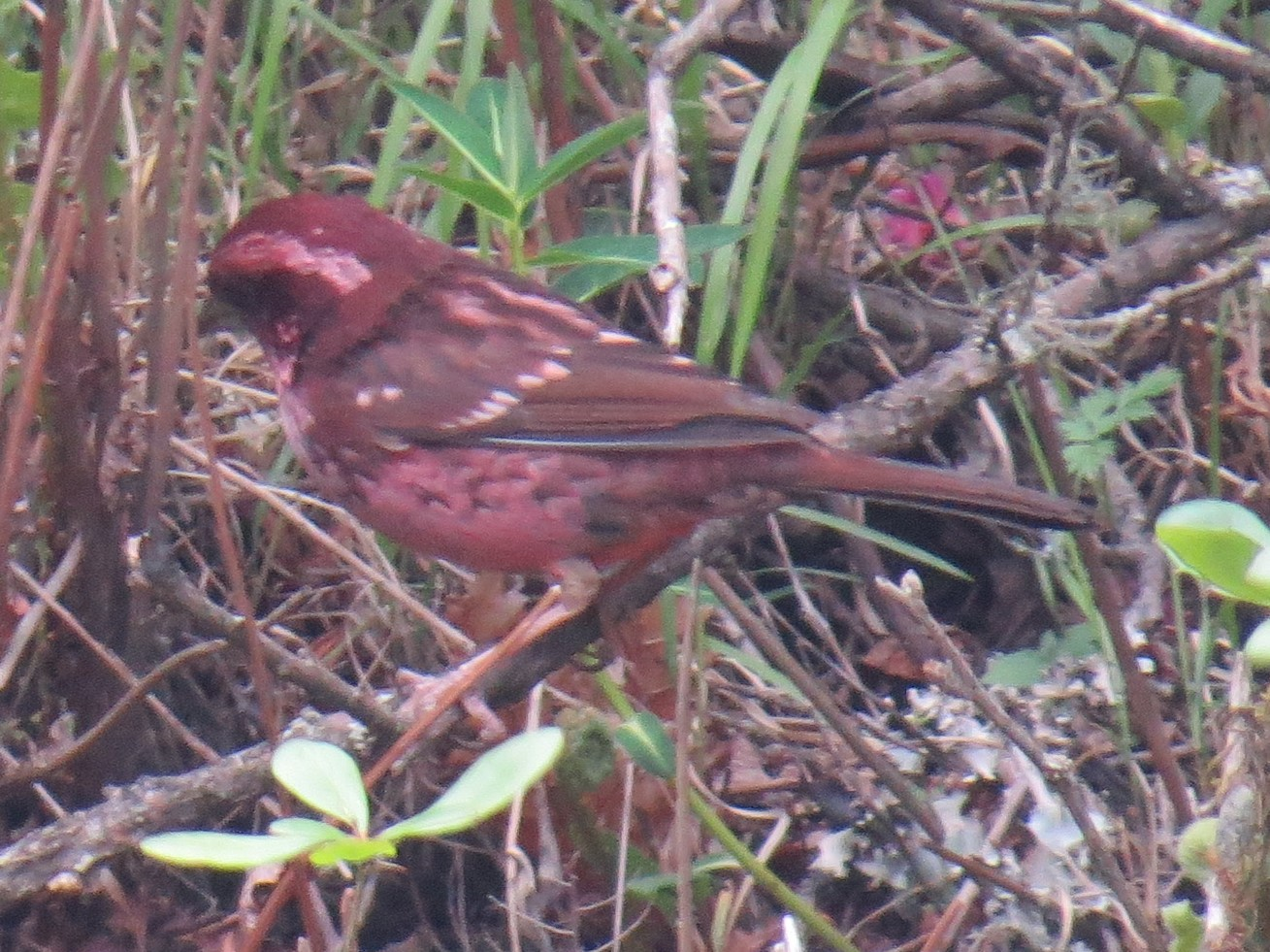

Elle n’est pas documentée.